# Индивидуальность

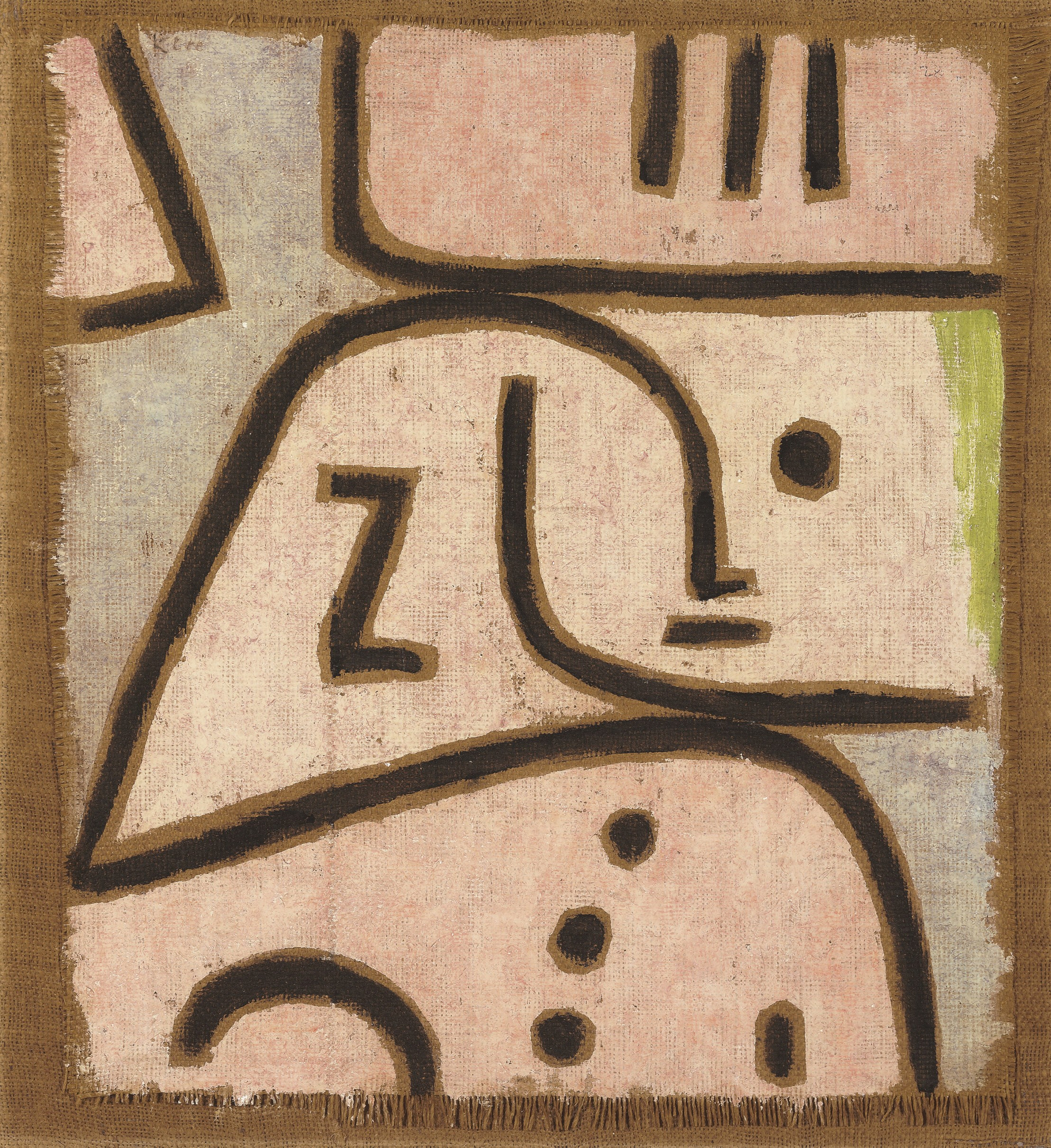
Уникальность

Индивидуа́льность (от лат. individuum — неделимое, особь) — совокупность характерных особенностей и свойств, отличающих одного индивида от другого; своеобразие психики и личности индивида; неповторимость, уникальность духовных, физиологических и личностных качеств. Индивидуальность проявляется в чертах темперамента, характера, в одежде (внешнем виде), в специфике интересов, качеств перцептивных процессов. Индивидуальность характеризуется не только неповторимыми свойствами, но и своеобразием взаимосвязей между ними. Предпосылкой формирования человеческой индивидуальности является, в первую очередь, среда, где он растёт, ассоциации, накопленные им в детстве, воспитание, особенности строения семьи и обращение с ребёнком.
Существует мнение, что «индивидом рождаются, личностью становятся, а индивидуальность отстаивают» (А. Г. Асмолов).
В психологии этот термин употребляется при описании 2-х явлений:
- индивидуально-психологических различий (индивидуальность как своеобразие психологических свойств человека)
- иерархической организации психологических свойств человека (индивидуальность как высший уровень этой организации по отношению к индивидному и личностному) (см. интегральная индивидуальность)